# 經田站
經田站（日语：／ Kyōden eki */?）是隸屬於富山地方鐵道的鐵路車站，位於富山縣魚津市，車站編號為T25。本站現時為無人站，但在平日上午7:00-8:30會有站員負責查票事宜。在官方英文網頁上，其英文串法是「Kyoden」，但豎立在月台上的舊式站牌則採用「Kyouden」的串法，兩者都和現時慣常寫成「Kyōden」有出入。

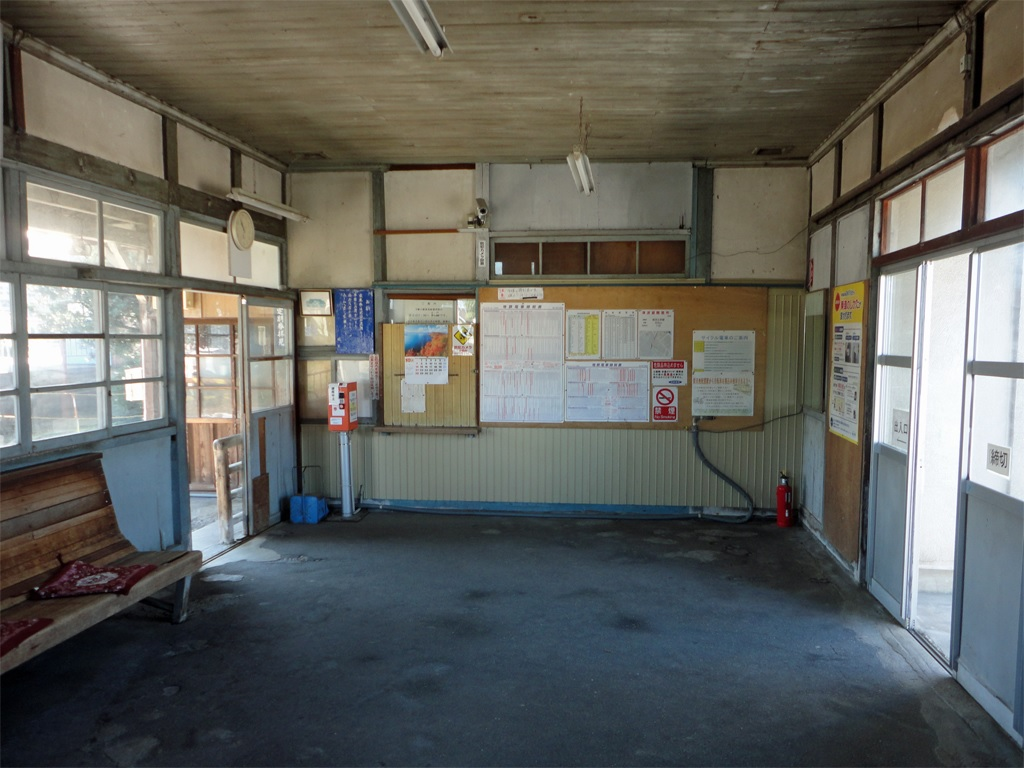
車站內部(2018年10月)

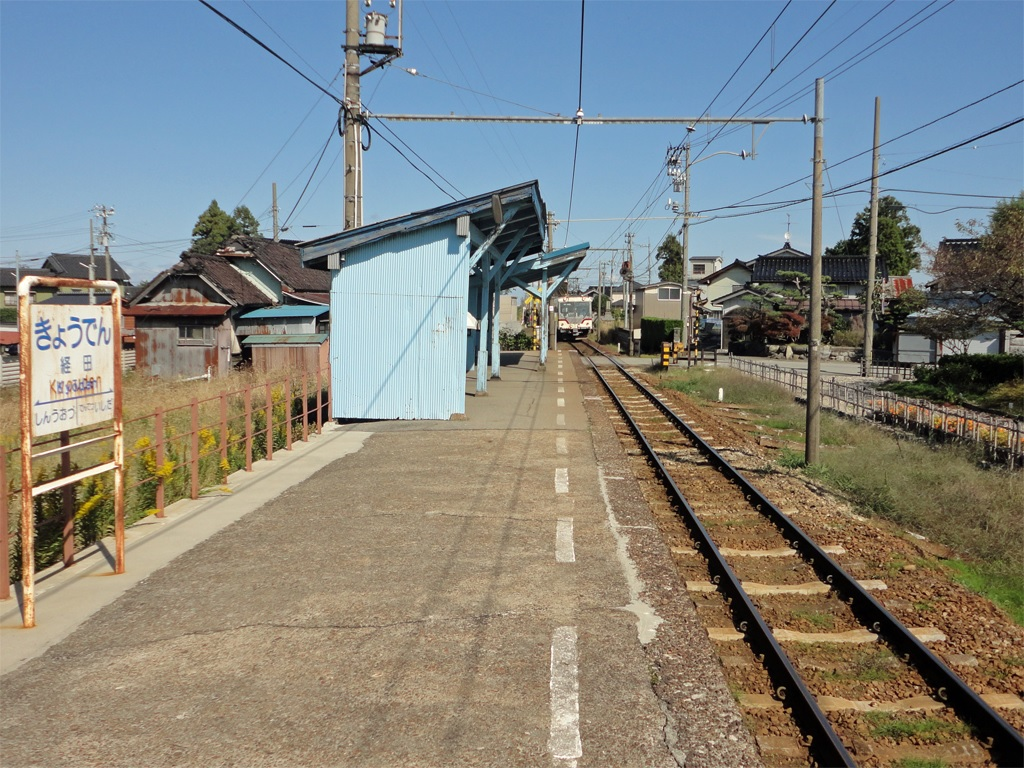
月台(2018年10月)

## 車站構造

### 站房
本站現時使用的木製站房為建於1940年的第二代站房。開業時的第一代站房規模較小，只為可應付最基本的購票及驗票服務，後來因石田港站廢站，原來的站房被拆卸後再運至本站來重置，才令本站擁有一個較有規模的站房。
現時站房只提供作為候車室的用途，在開放式閘口前仍擺放了1部整理劵印發器。右邊的站務室現時已停止使用，窗口亦已被鋼板所圍封。

## 月台配置
站內只設有側式月台1座，列車靠站時往宇奈月溫泉站方向為左側上落，往上市站方向為右側上落。
| 路線  | 方向 | 目的地                         | 備註 |
| ----- | ---- | ------------------------------ | ---- |
| ■本線 | 上行 | 新魚津、電鐵富山方向           |      |
| ■本線 | 下行 | 電鐵黑部、舌山、宇奈月溫泉方向 |      |

## 歷史
- 1936年10月1日：隨富山電氣鐵道魚津站～西三日市站間開通而開業[2]。當時站房為簡易式設計[3]。
- 1940年5月：因 富山電氣鐵道石田港線（三日市站～石田港站）廢線，原石田港站站房拆卸後改於本站重建[3][4]。
- 1943年1月1日：富山縣內各鐵道路線全部統一由富山電氣鐵道統一管理[5]。
- 2019年3月16日：增設車站編號[6]。

## 使用人數
「魚津市統計書 （页面存档备份，存于）」只顯示全年使用該站人數的總數（上車、下車分開計算），固下列平均人數是採用以下的方法計算：
- （上車總人數＋下車總人數）÷（該年日數）＝（平均使用人數，取整數、四捨五入）

| 2007 | 172 | 164 | 336 | 921 |
| 2008 | 169 | 163 | 332 | 907 |
| 2009 | 168 | 162 | 330 | 904 |
| 2010 | 166 | 160 | 326 | 893 |
| 2011 | 170 | 165 | 335 | 917 |
| 2012 | 173 | 168 | 341 | 932 |
| 2013 | 169 | 162 | 331 | 907 |
| 2014 | 160 | 169 | 329 | 901 |
| 2015 | 166 | 174 | 340 | 932 |
| 2016 | 167 | 174 | 341 | 932 |

## 相鄰車站
富山地方鐵道
■本線
特急「宇奈月」、「黑部」、「阿爾卑斯」
通過
急行、普通
新魚津（T24）－經田（T25）－電鐵石田（T26）

## 外部連結
- 富山地方鐵道經田站官方網頁 （页面存档备份，存于）（日語）